# دايو أوجو
دايو أوجو (بالإنجليزية: Dayo Ojo)‏ (10 أكتوبر 1994 بنيجيريا - ) هو لاعب كرة قدم نيجيري في مركز الهجوم. شارك مع منتخب نيجيريا تحت 17 سنة لكرة القدم ومنتخب نيجيريا تحت 20 سنة لكرة القدم ومنتخب نيجيريا لكرة القدم. أما مع النوادي، فقد لعب مع صن شاين ستارز وRising Stars F.C. ‏.

## وصلات خارجية
- دايو أوجو على موقع قاعدة بيانات كرة القدم.إي يو (الإنجليزية)